# ¿Qué pasa?
¿Qué pasa? fue un semanario español de ideología derechista afín al carlismo.
Dirigido por Joaquín Pérez Madrigal, el primer número salió el 1 de mayo de 1941, y ha sido tachado de «mezcla empobrecedora de tintes falangistas y carlistas, cargadas de un discurso pronazi y una constante anglofobia, junto con constantes referencias antijuanistas».
Una segunda época, de enero de 1964 hasta su desaparición en julio de 1981, deja los planteamientos falangistas y se acerca aún más al monarquismo tradicional y al carlismo. Durante esta segunda etapa su junta directiva estaba presidida por Roberto Gonzalo Bayod. Entre los colaboradores de esta etapa destacan Blas Piñar y Julián Gil de Sagredo.
De 1971 a 1977, su subdirector era el periodista, académico y premio Nacional de Literatura José Sanz y Díaz.
Otros colaboradores incluyen a Mauricio Carlavilla.